# ألتيمو
ألتيمو هي الذراع الاستثماري في مجال الاتصالات لمجموعة مجموعة ألفا كونسورتيوم الروسية، التي يسيطر عليها الروسي ميخائيل فريدمان. تعمل شركات ألتيمو المستثمرة في روسيا وأوكرانيا وكازاخستان وأوزبكستان وقيرغيزستان وطاجيكستان وبنغلاديش وجورجيا وتركيا؛ تمتلك حصصًا في فيون وميغافون وكييفستار وتركسل. تمتلك الشركات المستثمرة في ألتيمو معًا أكثر من 150 مليون مشترك في الهواتف المحمولة. 
منذ تأسيسها في عام 2004، شاركت ألتيمو في العديد من النزاعات مع جميع شركائها الرئيسيين في كل من الشركات الأربع التي تشكل العمود الفقري لاستثماراتها. وقد أدت هذه النزاعات إلى ما وصفه القاضي لينش من المحكمة المحلية للولايات المتحدة بالمنطقة الجنوبية لنيويورك بأنه «تاريخ وقح من التقاضي المتآمر والمكيد.... يستخدم لتجنب الامتثال لالتزاماتهم القانونية».
في نوفمبر 2005، استحوذت ألتيمو على حصة 13.2٪ في شركة تركسل، أكبر مشغل للهاتف المحمول في تركيا. كان هذا الاستحواذ موضع جدل كبير بسبب الشك فيما إذا كانت مجموعة كوركورفا التركية تنتهك اتفاقية المساهمين التي أبرمتها مع تلياسونيرا، المساهم الرئيسي الآخر في تركسل. كانت ألتيمو أيضًا منخرطة في نزاع مع تلياسونيرا حول ميجافون في وقت هذه الصفقة.
قوبلت جهود ألتيمو (2008) للتوسع في الهند برفض عندما لاحظت وزارة الداخلية أن ألتيمو وشركتها الأم ألفا، لديهما «خلفية ملوثة».

## روابط خارجية
- الموقع الرسمي